# Parc Madetoja
Le parc Madetoja (finnois : Madetojanpuisto) est un parc du fossé situé dans le quartier de Pokkinen à Oulu en Finlande.

## Présentation
Le parc est nommé en l'honneur du compositeur Leevi Madetoja en 1965, autrefois il était connu sous le nom de Rantapuisto.
Jusqu'aux années 1980, c'était un terrain de jeu.
Le parc est situé à côté de l'ancien hôtel de ville, l'actuelle maison de la Culture Valve.
Le parc se situe entre deux rues animées, Aleksanterinkatu et Torikatu.
Une statue de Leevi Madetoja, réalisée par Aarre Aaltonen, a été érigée dans le parc en 1962,.
Le Parc Madetoja est situé entre le parc de Pokkinen et le Parc Maria Silfvan.